# Forcipomyia lignicola
Forcipomyia lignicola är en tvåvingeart som först beskrevs av Enrico Adelelmo Brunetti 1912.  Forcipomyia lignicola ingår i släktet Forcipomyia och familjen svidknott. Inga underarter finns listade i Catalogue of Life.